# Rijk
Rijk est un ancien village de la commune néerlandaise de Haarlemmermeer, dans la province de la Hollande-Septentrionale. Dans les années 1950, le village a été détruit pour céder la place à une extension de l'aéroport de Schiphol.